# Manu Larcenet
Manu Larcenet, własć. Emmanuel Larcenet (ur. 6 maja 1969 w Issy-les-Moulineaux) – francuski autor komiksów, ilustrator i kolorysta, jeden z czołowych twórców komiksu frankofońskiego.       

## Życiorys
Larcenet zaczął tworzyć komiksy już w wieku 10 lat. Studiował sztukę w Sèvres, a następnie uzyskał dyplom z komunikacji wizualnej w École nationale supérieure des arts appliqués et des métiers d’art. Jego pierwsze prace publikowane były w rockowych fanzinach, gdy był wokalistą punkowego zespołu. W 1994 zadebiutował profesjonalnie na łamach magazynu „Fluide Glacial” historią L’Expert-comptable de la jungle, z którym współpracował do 2006. W latach 1997-2004 tworzył również dla magazynu „Spirou”.
Od 2000 był związany z kolekcją Poisson Pilote wydawnictwa Dargaud, w ramach której ukazały się m.in. Les Cosmonautes du Futur (z Lewisem Trondheimem), Les Entremondes (z bratem Patricem), Une Aventure Rocambolesque de... oraz La Légende de Robin des Bois.
W 1997 Larcenet był współzałożycielem wydawnictwa Les Rêveurs, które wydało m.in. jego komiksy Dallas Cowboy, Presque, On Fera Avec oraz L’Artiste de la Famille. Wydawnictwo zakończyło działalność w 2013.
W 2002, po przeprowadzce w okolice Lyonu, rozpoczął serię autobiograficzną Le Retour à la Terre (z Jean-Yves Ferrim). Dwa lata później stworzył kolejną serię o podobnym charakterze – Codzienna walka. W 2005 rozpoczął serię Nic Oumouk. Współpracował również z Trondheimem i Joannem Sfarem przy serii Donżon, wydawanej przez Delcourt w latach 2000-2007.
Twórczość Larceneta obejmuje zarówno humorystyczne komiksy, jak Bill Baroud czy Le retour à la terre (we współpracy z Jean-Yves Ferrim), jak i dzieła o głębszym wydźwięku społecznym i psychologicznym, m.in. Codzienna walka, Raport Brodecka czy Blast.
Seria Blast, składająca się z czterech tomów (2009-2014), opowiada historię Polzy Manciniego – mężczyzny zmagającego się z traumą, uzależnieniem i problemami emocjonalnymi. Cykl otrzymał wysokie oceny krytyków i został przetłumaczony na kilka języków europejskich (niemiecki, hiszpański, włoski, niderlandzki). W polskim tłumaczeniu komiks ukazał się w dwóch tomach nakładem wydawnictwa Mandioca w 2022 (tom 1) i 2023 (tom 2).
W 2024 ukazał się komiks Droga autorstwa Larceneta, będący adaptacją powieści Droga Cormaca McCarthy’ego. W Polsce komiks wydało w tym samym roku wydawnictwo Mandioca. W 2025 Larcenet otrzymał za niego Nagrodę Eisnera w kategorii "Najlepsza adaptacja innego medium".

## Wybrane publikacje
- La Loi des séries (1997)
- Dallas Cowboy (1997)
- Presque (1998)
- On Fera Avec (2000)
- L'Artiste de la Famille (2001)
- Le Retour à la Terre (2002-2019)
- Le Combat Ordinaire (2003-2008; wydanie polskie: Codzienna walka, 2016[8][9])
- Nic Oumouk (2005-2007)
- Blast (2008-2014; wydanie polskie: Blast, 2022-2023[3][4])
- Journal d'un corps (2012) – adaptacja powieści Daniela Pennaca[10]
- Le Rapport de Brodeck (2015; wydanie polskie: Raport Brodecka, 2021) – adaptacja powieści Philippe'a Claudela[11]
- Les Merveilleux Peu de Gens Savent (2010)
- Nombreux Sont Ceux Qui Ignorent (2012)
- Thérapie de groupe (2020-2023; wydanie polskie: Terapia grupowa, 2024[12])
- La Route (2024; wydanie polskie: Droga, 2024) – adaptacja powieści Cormaca McCarthy’ego[6].